# Lege organică
O lege organică este un anumit tip de lege specială a sistemului juridic din România prin care se reglementează: 
1. sistemul electoral; organizarea și funcționarea Autorității Electorale Permanente;
2. organizarea, funcționarea și finanțarea partidelor politice;
3. statutul deputaților și al senatorilor, stabilirea indemnizației și a celorlalte drepturi ale acestora;
4. organizarea și desfășurarea referendumului;
5. organizarea Guvernului și a Consiliului Suprem de Apărare a Țării;
6. regimul stării de mobilizare parțială sau totală a forțelor armate și al stării de război;
7. regimul stării de asediu și al stării de urgență;
8. infracțiunile, pedepsele și regimul executării acestora;
9. acordarea amnistiei sau a grațierii colective;
10. statutul funcționarilor publici;
11. contenciosul administrativ;
12. organizarea și funcționarea Consiliului Superior al Magistraturii, a instanțelor judecătorești, a Ministerului Public și a Curții de Conturi;
13. regimul juridic general al proprietății și al moștenirii;
14. organizarea generală a învățământului;
15. organizarea administrației publice locale, a teritoriului, precum și regimul general privind autonomia locală;
16. regimul general privind raporturile de muncă, sindicatele, patronatele și protecția socială;
17. statutul minorităților naționale din România;
18. regimul general al cultelor;
19. celelalte domenii pentru care în Constituție se prevede adoptarea de legi organice.